# Редчиць Іван Юхимович
Іва́н Юхи́мович Ре́дчиць (11 травня 1949, с. Радчиці, Житомирська область — 5 квітня 2022, Житомир) — український поет, перекладач, хормейстер, педагог, член Національної спілки письменників України.

## Біографічні дані
Навчався в Овруцькій середній школі № 1 імені Яна Налепки. Закінчив Житомирське музичне училище імені Віктора Косенка та Київський державний інститут культури (нині — університет культури і мистецтв). Упродовж багатьох літ викладав хорові дисципліни у Житомирському училищі культури і мистецтв імені Івана Огієнка. Був організатором і художнім керівником багатьох самодіяльних хорових колективів міста та області…

## Творча праця
Друкується з 1971 року. Автор поетичних книжок: «Сонети чорного сонця» (1996), «Серце невмирущої кобзи» (1997), «Veritas in profundo» (1998), «У вогні любові», «Олива радості» (1999), «Древлянський князь» (2000), «У царстві світла», «Ім'ям Твоїм освячуюсь» (2003), «Lux veritatis» (2005). Його вірші друкуються в обласних і республіканських газетах і часописах, збірниках «Поезія-84», «Поезія-86», «Поезія-88», «Поезія-91» та антологіях…
Поезія, як і вся творчість Івана Редчиця, має досить глибокі корені. Він виходець із давньої землі древлян. Саме за княжої доби, місто Овруч, давня назва Вручий, мав визначне значення у Київській Русі. Пісенність і барвистість його віршів нагадують палітри Полісся з його блакитними водами рік та озер, і красою мальовничих лісів. Він продовжує традиції видатних поетів України. Поет займає досить виразну громадянську позицію. Окрім лірики поета хвилює сучасний стан мови в Україні, преси та видавничої справи. Йому болить душа за стан моралі в суспільстві, духовності та й самої державності. Він, як це личить громадянину, уболіває за все всім серцем. Про поезію Івана Редчиця у своїх публікаціях згадує критик Ольга Галвас, яка говорить, що характерною рисою поезії Івана Редчиця є її громадянський пафос. В цьому вбачається і відчувається його глибоке закорінення в традиціях тієї поетичної школи, що постала з шістдесятництва. А доктор філології, професор Петро Білоус характеризуючи творчість І.Редчиця пише в своїх публікаціях, що його художній манері притаманне тяжіння до класичних традицій, народно-пісенних джерел, а строгість і ясність думки огортається й оживлюється емоційною експресією, що надає багатьом поезіям публіцистичного і водночас індивідуально-інтимного звучання…
Нагороджений Почесною грамотою Житомирської обласної державної адміністрації та Грамотою Житомирської обласної Ради, лауреат літературних премій: «Світлослов» (м. Коломия, літературне товариство «Плин», 2007), імені Михайла Клименка (2011), імені Бориса Тена (2016), лауреат Всеукраїнського конкурсу
військово-патріотичної пісні стройового та похідного маршу «Озброєні піснею, покликані маршем» (2-га премія, 2011).